# Vladimír Posolda
Vladimír Posolda (* 1963) je český zpravodajec, od října 2022 ředitel Úřadu pro zahraniční styky a informace (ÚZSI).

## Život
Vystudoval Masarykovu univerzitu (získal titul Mgr.).
Kariéru začínal v roce 1990 v československé kontrarozvědce, do roku 1998 pak působil v Bezpečnostní informační službě (BIS). V letech 1998 až 2020 pracoval v Úřadu pro zahraniční styky a informace (ÚZSI). Brzy tam odpovídal za analytiku. V půli první dekády 21. století se stal náměstkem ÚZSI. Později byl také oficiálním zástupcem rozvědky v Polsku a Německu. Od roku 2019 zastával v ÚZSI funkci náměstka pro operativní činnost. O dva roky později rozvědku po sporech s ředitelem Markem Šimandlem opustil.
Mezi lety 2021 a 2022 byl zaměstnaný u Ministerstva zahraničních věcí ČR v sekci bezpečnosti a multilaterálních vztahů. Chystal se vyjet jako velvyslanec do Jordánska, kde už získal agrément. V říjnu 2022 jej však po souhlasu Vlády ČR jmenoval ministr vnitra ČR Vít Rakušan novým ředitelem Úřadu pro zahraniční styky a informace. Ve funkci tak nahradil Petra Mlejnka.
Dne 8. května 2023 jej prezident Petr Pavel jmenoval brigádním generálem a 8. května 2025 generálmajorem.
Vladimír Posolda hovoří anglicky, německy a polsky. Je držitelem služebních medailí ÚZSI Za věrnost a Za zásluhy o bezpečnost.